# بوب غيري (لاعب كرة قدم)
بوب غيري (بالإنجليزية: Bob Geary)‏ هو لاعب كرة قدم أمريكي، ولد في 10 مايو 1891 في سينسيناتي في الولايات المتحدة، وتوفي بنفس المكان في 3 يناير 1980. لعب مع سينسيناتي ريدز.

## وصلات خارجية
- بوب غيري على موقعبيزبول رفرنس.كوم (الدوري الرئيسي) (الإنجليزية)
- بوب غيري على موقعبيزبول رفرنس.كوم (الدوري الثانوي) (الإنجليزية)